# Lydd
Lydd est une ville d'Angleterre et un civil parish située dans le comté du Kent et dans le district de Folkestone and Hythe.

## Géographie
La paroisse de Lydd comprend la ville de Lydd, Dungeness, Lydd-on-Sea et des parties de Greatstone.

## Histoire
Lydd atteint l'apogée de sa prospérité pendant le XIIIe siècle, quand il était un membre corporatif des Cinque Ports.
Comme avec la plupart des marais, la ville était une base pour la contrebande dans les XVIIIe et XIXe siècles.
Une usine chimique s'y établit en 1888 pour synthétiser l’acide picrique et le stabiliser (explosif appelé pour cette raison « lyddite » en Angleterre).

## Média
Radio
Les stations de radio locale pour Lydd est KMFM Shepway and White Cliffs Country. Lydd est également desservi à l'échelle du comté par les stations Heart, Gold et BBC Radio Kent, Et a une bonne couverture des stations de radio basées dans le Sussex de l'Est.
Internet
Il existe plusieurs sites qui couvrent le Romney Marsh. Le principal est romneymarsh.co.uk qui devient de plus en plus populaire.